# Francesc Martínez de Foix i Llorens
Francesc Martínez de Foix i Llorens (Barcelona, 24 de maig de 1954 - 16 de juliol de 2017) fou un impulsor català de diverses iniciatives per a la inserció social, laboral i esportiva de les persones amb disminució psíquica. Directiu del Grup Cooperatiu TEB (Taller Escola Barcelona), fou president de la Federació Catalana d'Esports per a Persones amb Discapacitat Intel·lectual (ACELL) i vicepresident de Special Olympics Catalunya, entitats esportives de les quals havia estat fundador. També va ser vicepresident de Dincat (Discapacitat Intel·lectual Catalunya), integrada a FEAPS, i directiu de FEDDI (Federacion Española de Deportes para personas con discapacidad intelectual). El 2012 va rebre la Creu de Sant Jordi.

## Biografia
Fill de Josep Martínez de Foix i de Josi Llorenç i Martí, Francesc era el segon dels quatre germans. La família ha estat molt marcada pel fet que el germà gran, Joan, nasqués, el 1951, afectat d'oligofrènia, per la qual cosa ha tingut un paper fonamental en diverses iniciatives per les persones amb discapacitat intel·lectual i la seva incorporació al món del treball, com ara la constitució de l'Associació ASPANIAS el 1959 i la creació el 1965, juntament amb altres set famílies, del primer taller a Barcelona per a joves i adults amb discapacitat intel·lectual. Ja amb tan sols 15 anys, en Francesc s'hi va involucrar de ple: va començar a entrenar nois amb disminució psíquica en diverses modalitats esportives i a organitzar competicions amb altres equips, prenent part en la gestació, el 1971, de l'Associació Catalana d'Esports i Lleure (ACELL) que evolucionaria cap a la Federació que encara porta l'acrònim com a abreviatura.
MBA per la Universitat Politècnica de Barcelona, el 1993 va ser un dels set fundadors de l'Associació per al Desenvolupament de l'Economia Social (ADES), sent-ne el president.
La família Martínez de Foix i Llorens també va patir un fet particularment luctuós, relacionat amb el tercer dels germans, Jordi, «que morí en circumstàncies no pas clares, el 14-X-78, pels seus ideals de comunista i patriota català», com va deixar escrit la seva mare, Josi, a La Humanitat, publicació en la que havia col·laborat. El diari Avui publicava, el 25 d'octubre del 1978, una nota signada pels «Germans Martínez de Foix» testificant-ne «la integritat i la qualitat humana».